# Loretánská kaple v Jaroměřicích nad Rokytnou
Loretánská kaple v Jaroměřicích nad Rokytnou je již neexistující loretánská kaple dokončená v roce 1673 při jaroměřickém klášteře servitů.

## Historie

Půdorys jaroměřické lorety. Pomyslná osa protínající čísla (1) a (2) je dnešní ulicí Klášterní

Zbudování jaroměřické lorety souvisí se závazkem Jana Antonína z Questenberka, jejž učinil, když byl v 60. letech 17. století těžce nemocen. Se stavbou lorety se započalo v roce 1668 v místě bývalého domu Koráb, sídla duchovního personálu lhotského špitálu. Plánem bylo, aby mariánský domek obklopoval uzavřený prostor tvořený oběžnou, křížovou chodbou. Vzorem jaroměřické lorety byla loretánská kaple v Mikulově. Stavba byla dokončena v roce 1673. První slavnostní mše svaté 17. září se zúčastnil i sám císař Leopold I. Pod dlažbou loretánské kaple byla vybudována questenberská hrobka.
Jaroměřická loreta se stala cílem slavných poutí. Syn Jana Antonína Jan Adam z Questenberku se obíral myšlenkou postavit při loretě a klášteru velký klášterní kostel. Tento záměr však zůstal jen na papíře.
Když byl v roce 1784 servitský klášter zrušen a jeho objekt koupen hrabětem Dominikem Ondřej z Kounic s tím úmyslem, že v něm zřídí továrnu na výrobu sukna, koupil Kounic roku 1785 spolu s klášterem i loretu s ambitem. Podle jeho rozhodnutí byla loreta zbořena spolu se schodištěm k ní, ambit byl stavebně přeměněn na 14 bytů a stojí dodnes. V dnešní uličce Klášterní, procházející místem, kde uprostřed ambitu stávala loretánská kaple, je evidováno 16 adres. Questenberské a jiné ostatky z hrobky pod loretou byly přeneseny do svatojosefské kaple a poté na nový jaroměřický hřbitov.